# Adolf Eberle (Theologe)
Adolf Eberle (* 8. September 1886 in Pforzen; † 6. März 1976 in Dillingen a.d.Donau) war ein deutscher Moraltheologe.

## Leben
Eberle besuchte zunächst das katholische Gymnasium in Dillingen und studierte anschließend in München, Rom und Freiburg im Breisgau. Sein Studium beendete er mit Promotionen in Philosophie und Theologie. Ab 1912 war er in der Seelsorge tätig und übernahm im Jahr darauf eine Stelle als Studienpräfekt in Dillingen an der Donau. Zunächst arbeitete er als Religionslehrer am Gymnasium, 1923 wurde er zum außerordentlichen und 1930 zum ordentlichen Professor für Moraltheologie an der Philosophisch-Theologischen Hochschule Dillingen ernannt. Von 1931 bis 1947 war er zudem Rektor der Hochschule. 1953 erfolgte seine Emeritierung.
Seit 1906 war Eberle Mitglied der katholischen Studentenverbindung KDStV Rheno-Franconia München.

## Ehrungen
- 1955: Verdienstkreuz der Bundesrepublik Deutschland[4]
- 1964: Bayerischer Verdienstorden

## Schriften (Auswahl)
- Die Mariologie des heiligen Cyrillus von Alexandrien. In: Freiburger theologische Studien, Heft 27, Herder, Freiburg im Breisgau, 1921.
- zusammen mit Josef Schneider: Die Grundlagen der Sittlichkeit in philosophischer und theologischer Sicht. In: Kleine allgemeine Schriften zur Philosophie, Theologie und Geschichte, Theologische Reihe, Heft. 3. Meisenbach, Bamberg 1947.
- Psychoanalyse im Dienst der Pädagogik. In: Wissen und Wirken, Nr. 6. Cassianeum, Donauwörth/Bayern, 1949.
- Ist der Dillinger Moralprofessor Christoph Rassler (1654–1723) der Begründer des Äquiprobabilismus? Herder, Freiburg, 1951.